# 松木町 (福島市)
松木町（まつきちょう）は、福島県福島市の町名。丁番を持たない単独町名である。郵便番号は960-8018。

## 地理
市の本庁所管にあたる中央東地域に属し、中心市街地の中央部に位置する。東西は福島市道108号仲間町春日町線から福島市道舟場町山下町線にかけての約190m、南北は福島市道新町浜田町線から福島市道30号曾根田三本木線にかけての約430mの長方形の範囲を町域とする。北で花園町、北東で五老内町、南東で浜田町、南で仲間町、南西で宮町の北東角、西で新浜町、北西で霞町の南東角と隣接する。上町に所在する 福島警察署及び天神町に所在する福島消防署のそれぞれ管轄にあたる。町内は公共施設が多数置かれ、閑静な住宅地が広がる。

## 歴史
1940年代に従来の大字腰浜を廃し、地番呼称変更が行われ設置された。1964年に住居表示が実施され現在に至る。

## 世帯数と人口
2021年（令和3年）10月31日現在の世帯数と人口は以下の通りである。
| 町丁   | 世帯数  | 人口  |
| ------ | ------- | ----- |
| 松木町 | 218世帯 | 401人 |

## 小・中学校の学区
市立小・中学校に通う場合、学区は以下の通りとなる。
| 番地 | 小学校                 | 中学校                 |
| ---- | ---------------------- | ---------------------- |
| 全域 | 福島市立福島第二小学校 | 福島市立福島第二中学校 |

## 交通

### 鉄道
- 域内に鉄道施設は無く、曽根田町に所在する福島交通飯坂線曽根田駅が最寄である。

### 道路
- 福島市道30号曾根田三本木線
- 福島市道108号仲間町春日町線

### バス
町内北端の福島市道30号曾根田三本木線を 福島交通路線バスが通過するが、町内にバス停は無い。

## 施設
- 福島地方気象台
- 東北財務局福島財務事務所
- 福島市公会堂
- 福島市立図書館
- 福島市中央学習センター
- 学校法人有朋学園　有朋高等学院
- カトリック松木町教会